# Tầng Hettange
| Hệ/ Kỷ                               | Thống/ Thế   | Tầng/ Kỳ   | Niên đại (Ma) | Niên đại (Ma) |
| ------------------------------------ | ------------ | ---------- | ------------- | ------------- |
| Phấn Trắng                           | Hạ/Sớm       | Berrias    | trẻ/muộn hơn  | trẻ/muộn hơn  |
| Jura                                 | Thượng /Muộn | Tithon     | ~145.0        | 152.1         |
| Jura                                 | Thượng /Muộn | Kimmeridge | 152.1         | 157.3         |
| Jura                                 | Thượng /Muộn | Oxford     | 157.3         | 163.5         |
| Jura                                 | Trung/Giữa   | Callove    | 163.5         | 166.1         |
| Jura                                 | Trung/Giữa   | Bathon     | 166.1         | 168.3         |
| Jura                                 | Trung/Giữa   | Bajocy     | 168.3         | 170.3         |
| Jura                                 | Trung/Giữa   | Aalen      | 170.3         | 174.1         |
| Jura                                 | Hạ/Sớm       | Toarc      | 174.1         | 182.7         |
| Jura                                 | Hạ/Sớm       | Pliensbach | 182.7         | 190.8         |
| Jura                                 | Hạ/Sớm       | Sinemur    | 190.8         | 199.3         |
| Jura                                 | Hạ/Sớm       | Hettange   | 199.3         | 201.3         |
| Trias                                | Thượng /Muộn | Rhaetia    | cổ/sớm hơn    | cổ/sớm hơn    |
| Phân chia Kỷ Jura theo ICS năm 2020. |              |            |               |               |

Tầng Hettange trong niên đại địa chất là kỳ đầu tiên của thế Jura sớm, và trong thời địa tầng học là bậc dưới cùng của thống Jura dưới. Kỳ Hettange tồn tại từ ~ 201.3 Ma đến 199.3 Ma (Ma: Megaannum, triệu năm trước).
Kỳ Hettange kế tục kỳ Rhaetia của thế Trias muộn, và tiếp sau là kỳ Sinemur, của thế Jura sớm.
Trong địa tầng châu Âu, Hettange là một phần của khoảng thời gian lắng đọng của Nhóm Lias. Một ví dụ là Blue Lias của Anh, có tuổi từ Rhaetia trên đến Sinemur. Một ví dụ khác là tầng Lias dưới từ Đá vôi Alps phía Bắc, nơi các ammonit được bảo quản tốt nhưng rất hiếm, bao gồm cả loài chân đầu Alsatit, đã được tìm thấy.

## Địa tầng
Tầng Hettange được nhà cổ sinh vật học Thụy Sĩ Eugène Renevier xác lập vào năm 1864. Bậc này lấy tên từ tên thị trấn Hettange-Grande ở đông bắc Pháp, ngay phía nam của biên giới với Luxembourg trên con đường chính từ Thành phố Luxembourg đến Metz.
Đáy của tầng Hettange (cũng là đáy của thống Jura dưới và toàn bộ kỷ Jura) được xác định là vị trí trong cột địa tầng nơi các hóa thạch của chi ammonit  Psiloceras  lần đầu tiên xuất hiện. Một hồ sơ tham chiếu toàn cầu (GSSP) cho đáy này được xác định năm 2010 theo sự xuất hiện của hệ tầng Kendlbach tại phần Kuhjoch trong Dãy núi Karwendel phía tây Áo.
Đỉnh của tầng Hettange (đáy của Sinemur) là ở những lần xuất hiện đầu tiên của chi ammonit Vermiceras và Metophioceras.

### Sinh địa tầng
Trong đại dương Tethys, tầng Hettange chứa ba đới sinh vật ammonit:
- Đới  Schlotheimia angulata
- Đới  Alsatites liasicus
- Đới  Psiloceras planorbis

## Cổ sinh

### †Ammonit

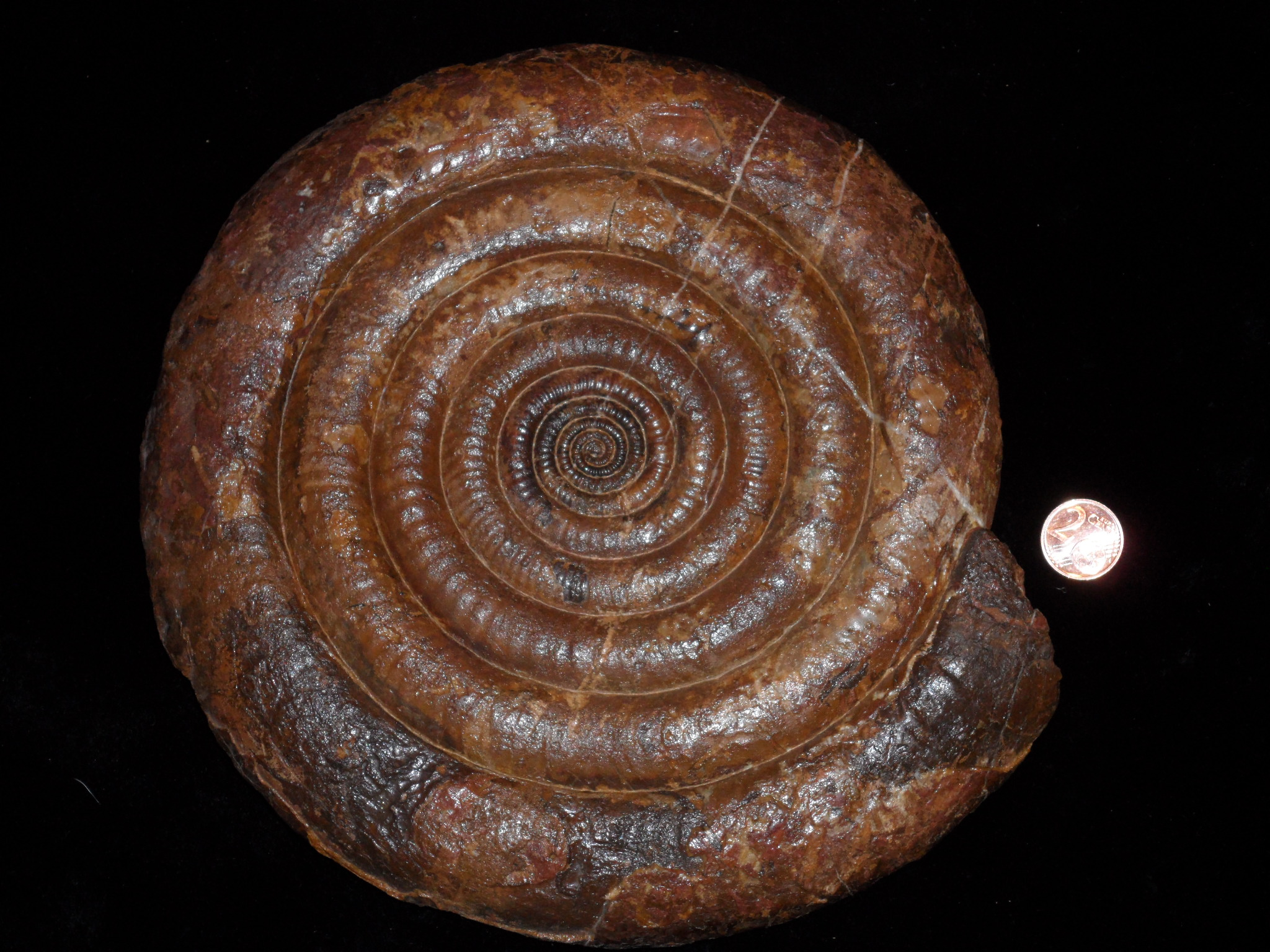
Alsatites proaries

Vào cuối kỷ Trias, các loại ammonit gần như hoàn toàn biến mất. Tuy nhiên, trong suốt kỳ Hettange, "Neoammonites" phát triển tương đối nhanh chóng, do đó ngay cả ở thời kỳ giữa Hettange, một số lượng lớn các chi và loài đã tồn tại. 

### Crocodylomorpha
| Đơn vị phân loại | Hiện diện               | Vị trí            | Mô tả | Hình ảnh |
| ---------------- | ----------------------- | ----------------- | ----- | -------- |
| - Sphenosuchus   | Trias muộn đến Jura Sớm | Hoa Kỳ và Nam Phi |       |          |

### †Ichthyosaurs
| Đơn vị phân loại   | Hiện diện               | Vị trí        | Mô tả | Hình ảnh |
| ------------------ | ----------------------- | ------------- | --- | -------- |
| - Ichthyosaurus    | Từ Hettange đến Sinemur | Bỉ, Anh, Đức  | Trong số các chi ichthyosaur được biết đến nhiều nhất, nhỏ hơn hầu hết các họ hàng của nó, dài cỡ 2 mét (6 ft 7 in).                                 |          |
| - Leptonectes      |                         | Châu Âu       | |          |
| - Temnodontosaurus | Từ Hettange đến Toarc   | Anh Quốc, Đức | Ichthyosaur đầu tiên, T.platyodon được Mary Anning phát hiện từ Blue Lias tại Lyme Regis. Các loài Temnodontosaurus rất lớn, vượt quá chiều dài 12 m |          |

### Synapsid
| Đơn vị phân loại | Hiện diện | Vị trí         | Mô tả | Hình ảnh |
| ---------------- | --------- | -------------- | ----- | -------- |
| - Bienotherium   |           | Hệ tầng Lufeng |       |          |

#### Mammaliaformes
| Đơn vị phân loại | Hiện diện | Vị trí | Mô tả | Hình ảnh |
| ---------------- | --------- | ------ | ----- | -------- |
| - Haramiya       |           |        |       |          |

### †Ornithischia
| Đơn vị phân loại    | Hiện diện               | Vị trí                                                            | Mô tả | Hình ảnh |
| ------------------- | ----------------------- | ----------------------------------------------------------------- | --- | -------- |
| - Abrictosaurus     | Từ Hettange đến Sinemur | Hệ tầng Elliot trên, Lesotho và Cape, Nam Phi                     | Được coi là thành viên cơ bản nhất của họ Heterodontosauridae |          |
| - Fabrosaurus       | Từ Hettange đến Sinemur | Lesotho                                                           | Là hóa thạch duy nhất được biết đến là một phần xương hàm với ba chiếc răng, Fabrosaurus là một loài nomen dubium. |          |
| - Heterodontosaurus |                         | Hệ tầng Elliot trên, Cape, Nam Phi                                | Một loài ornithischian nhỏ, chân hạm đội, đạt kích thước tối đa khoảng 3 feet. Bàn tay của Heterodontosaurus có năm ngón, hai trong số đó dường như đối nhau, cho phép Heterodontosaurus nắm và điều khiển thức ăn. Một tính năng thú vị khác là sự đặc biệt của răng đã tạo nên tên của loài vật này. Ở phía trước của hàm bên cạnh mỏ có những chiếc răng nhỏ có thể được sử dụng để chặt lá và thân. |          |
| - Lanasaurus        | Từ Hettange đến Sinemur | Hệ tầng Elliot trên, Orange Free State, Nam Phi                   | Một heterodontosaurid ornithischian |          |
| - Lycorhinus        | Từ Hettange đến Sinemur | Hệ tầng Elliot trên, Cape, Nam Phi                                | Một con khủng long ăn cỏ nhỏ mặc dù có những chiếc răng nanh dài nhưng nó vẫn có hàm của nó; do đặc điểm độc đáo này, nó rất rõ ràng là liên minh với Heterodontosaurus |          |
| - Scelidosaurus     | Từ Hettange đến Sinemur | Charmouth, West Dorset, England; Hệ tầng Kayenta, Arizona, Hoa Kỳ | Một chi khủng long ăn cỏ bốn chân, dài khoảng 4 mét (13 foot) |          |
| - Scutellosaurus    |                         | Arizona, Hoa Kỳ                                                   | Một động vật ăn cỏ bọc giáp hai chân, dài khoảng 1,3 m, cao 0,5 m đến ngang hông, và nặng 10 kg. |          |
| - Stormbergia       | Từ Hettange đến Sinemur | Hệ tầng Stormberg Series, Nam Phi, Lesotho                        | Một loài ornithischian nguyên thủy, dài khoảng 2 mét. Tỷ lệ của các chi sau cho thấy sự khác biệt với tỷ lệ của Lesothosaurus và cho thấy khả năng chạy thấp hơn |          |

### †Plesiosaurs
| Đơn vị phân loại  | Hiện diện     | Vị trí                                     | Mô tả | Hình ảnh |
| ----------------- | ------------- | ------------------------------------------ | --- | -------- |
| - Anningasaura    | Hettange dưới | Hệ tầng Blue Lias, Anh Quốc                | Một chi cơ bản, không-Neoplesiosauria, plesiosaur                                                               |          |
| - Atychodracon    | Hettange dưới | Barrow-upon-Soar, Leicestershire, Anh Quốc | Một chi bò sát ăn thịt lớn rhomaleosaurid sauropterygian.                                                       |          |
| - Avalonnectes    | Hettange sớm  | Hệ tầng Blue Lias, Anh Quốc                | Một chi sauropterygian rhomaleosaurid nhỏ.                                                                      |          |
| - Eoplesiosaurus  | Hettange sớm  | Hệ tầng Blue Lias, Anh Quốc                | Một con plesiosaurian cổ dài tương xứng. Một nghiên cứu cho thấy nó là plesiosauroid cơ bản nhất được biết đến. |          |
| - Eurycleidus     | Hettange sớm  | Hệ tầng Blue Lias, Anh Quốc                | Một chi sauropterygian lớn rhomaleosaurid.                                                                      |          |
| - Macroplata      | Hettange trên | Harbury, Warwickshire, Anh Quốc            | Một chi bò sát ăn thịt rhomaleosaurid sauropterygian. Nó dài khoảng 4,5 m.                                      |          |
| - Stratesaurus    | Hettange dưới | Hệ tầng Blue Lias, Anh Quốc                | Một chi bò sát ăn thịt rhomaleosaurid sauropterygian.                                                           |          |
| - Thalassiodracon | Hettange dưới | Hệ tầng Blue Lias, Anh Quốc                | Một chi pliosaur cơ bản nhỏ, có thể là pliosaurid cổ nhất, dài 1,5–2 m.                                         |          |

### †Sauropodomorpha
| Đơn vị phân loại  | Hiện diện        | Vị trí                             | Mô tả | Hình ảnh |
| ----------------- | ---------------- | ---------------------------------- | --- | -------- |
| - Jingshanosaurus | Hettange-Sinemur | Lufeng County, Vân Nam, Trung Quốc | Một sauropodiform cơ bản lớn, có thể có liên quan chặt chẽ nhất với Yunnanosaurus hoặc một từ đồng nghĩa của nó.                                              |          |
| - Pulanesaura     | Hettange-Sinemur | Hệ tầng Elliot, Nam Phi            | Một hóa thạch chuyển tiếp sauropodiform có kích thước trung bình, là đơn vị phân loại chị em hoặc là một trong những loài ít có nguồn gốc nhất của Sauropoda. |          |

### †Theropoda
| Đơn vị phân loại           | Hiện diện                  | Vị trí                                             | Mô tả | Hình ảnh |
| -------------------------- | -------------------------- | -------------------------------------------------- | --- | -------- |
| - Coelophysis rhodesiensis | Hettange đến Kỳ Pliensbach | Hệ tầng Elliot, Eastern Cape, Nam Phi              | Loài này là động vật chân đốt coelophysoid có kích thước nhỏ đến trung bình, có thể phát triển dài tới 3 m (9,8 ft). |          |
| - Dracoraptor              | Hettange                   | Lavernock Point, Hệ tầng Blue Lias, Britain        | Một chi khủng long Neotheropoda nguyên thủy. Mặc dù tuổi đời còn khá trẻ, nó được coi là coelophysoid cơ bản nhất. |          |
| - Dracovenator             | Hettange                   | Hệ tầng Elliot, Eastern Cape, Nam Phi              | Một chi khủng long chân đốt dilophosaurid. Nó được ước tính có chiều dài từ 5,5 đến 6,5 mét. |          |
| - Eshanosaurus             | Hettange                   | Hệ tầng Lufeng, Vân Nam, Trung Quốc                | Eshanosaurus rất có thể là một therizinosaur, và sự hiện diện của nó trong kỷ Jura sớm có ý nghĩa quan trọng đối với lịch sử tiến hóa của coelurosaurs, đáng chú ý là phần lớn của mẫu hóa thạch coelurosaur vẫn bị mất tích |          |
| - Lophostropheus           | Rhaetia đến Hettange       | Normandy, Pháp                                     | Động vật chân đốt coelophysoid có kích thước nhỏ đến trung bình, có thể phát triển dài đến 3 m. Lophostropheus là một trong số ít loài khủng long có thể sống sót sau sự kiện tuyệt chủng Trias–Jura.                        |          |
| - Sinosaurus sinensis      | Hettange                   | Shawan Member, Hệ tầng Lufeng, Vân Nam, Trung Quốc | Sinosaurus là một loài động vật chân đốt tetanuran cơ bản, dài khoảng 5,6 mét. Trước đây được gọi là "Dilophosaurus" sinensis.                                                                                               |          |
| - Shuangbaisaurus          | Hettange                   | Hệ tầng Fengjiahe, Yunnan, Trung Quốc              | Có thể đồng nghĩa với Sinosaurus sinensis . Được biết đến từ một phần hộp sọ, tương tự như Sinosaurus ', đặc biệt là S. sinensis loài / hình thái, nhưng nó thậm chí còn mạnh mẽ hơn với các mào hơi khác nhau.              |          |
| - Panguraptor              | Hettange                   | Hệ tầng Lufeng, Yunnan, Trung Quốc                 | Một coelophysid. |          |
| - Podokesaurus             | Hettange-Sinemur           | Đông Hoa Kỳ                                        | Mẫu vật loại này cho thấy Podokesaurus là loài coelophysoid nhỏ, hai chân, dài chưa đến 1 mét. Một mẫu vật khác chỉ ra chiều dài gần 3 mét.                                                                                  |          |